# Xã Lincoln, Quận Linn, Kansas
Xã Lincoln (tiếng Anh: Lincoln Township) là một xã thuộc quận Linn, tiểu bang Kansas, Hoa Kỳ. Năm 2010, dân số của xã này là 2.528 người.